# Exoprosopa didesma
Exoprosopa didesma är en tvåvingeart som beskrevs av Hesse 1956. Exoprosopa didesma ingår i släktet Exoprosopa och familjen svävflugor. Inga underarter finns listade i Catalogue of Life.